# Gregersen-sagaen
Gregersen-sagaen er Christian Kampmanns familiekrønike om en københavnsk overklassefamilie, der skildres over en periode på 20 år, fra 1954 til 1974, i de fire romaner Visse hensyn (1973), Faste forhold (1974), Rene linjer (1975) og Andre måder (1975). Romanerne er filmatiseret i 2004 med filmtitlen Familien Gregersen, instrueret af Charlotte Sachs Bostrup. Karakteren Bo er baseret på Christian Kampmann selv. 
 Der er for få eller ingen kildehenvisninger i denne artikel, hvilket er et problem. Du kan hjælpe ved at angive troværdige kilder til de påstande, som fremføres i artiklen.

| Bog | Spire Denne artikel om bøger og tidsskrifter er en spire som bør udbygges. Du er velkommen til at hjælpe Wikipedia ved at udvide den. |